# R Apodis
R Apodis (R Aps) é uma estrela na constelação de Apus situada a aproximadamente 370 anos-luz (115 parsecs) da Terra. Tem uma magnitude aparente de 5,38, sendo brilhante o bastante para ser vista a olhu nu em boas condições de visualização. Apesar da designação, não acredita-se que seja uma estrela variável.
R Apodis é uma estrela gigante de classe K (tipo espectral K4III) com uma temperatura efetiva de 4 158 K. Seu raio é 26,3 vezes maior que o raio do Sol e sua massa é de 1,18 massas solares. Sua idade é estimada em 5,14 bilhões de anos, maior que a do Sol, porém a margem de erro nesse aspecto é muito grande.